# Ignacio Cervantes
Ignacio Cervantes Kawanagh (La Habana, 31 de julio de 1847-La Habana, 29 de abril de 1905) fue un músico cubano, virtuoso del piano y compositor, está considerado la más importante influencia de la música cubana del siglo XIX.

## Biografía
Niño prodigio, fue iniciado en el piano por el reconocido pianista Juan Miguel Joval y más tarde continuó su formación profesional ayudado por el compositor Nicolás Ruiz Espadero.
Durante una visita al compositor Louis Moreau Gottschalk, éste animó a Cervantes a estudiar en el conservatorio de París, periodo que duró de 1866 a 1870, obteniendo los primeros premios de Composición en 1866 y de Armonía en 1867.
En 1875 Cervantes y el músico José White dejaron Cuba expulsados por el capitán general de la isla, por haber realizado una serie de conciertos a lo largo del país recaudando dinero para la causa separatista de la guerra de los Diez Años 1868-1878.
En los Estados Unidos y en México, Cervantes continuó su labor proselitista a favor de la causa separatista cubana y dando conciertos para ayudar a mantener la guerra. Después del Pacto del Zanjón y con la amnistía general regresó a Cuba en 1878, para partir nuevamente al exilio en 1895 al estallar la guerra del 95.
Cervantes escribió la opera Maledetto (1895), un sinnúmero de sinfonías de cámara, Scherzo capriccioso (1885), varias zarzuelas y sus famosas Danzas cubanas.
Ejerció como conductor de la Compañía Cubana de Opera del Teatro Payret junto a su hija, la pianista y cantante María Cervantes (1885-1981).
Cervantes fue uno de los primeros músicos en el continente americano en identificar su obra musical con el sentimiento nacionalista, enfocó concienzudamente su obra a su patria y la utilizó como arma de lucha, Cervantes consideraba el nacionalismo como una consecuencia natural de los pueblos a distinguirse y a emanciparse.
Murió en La Habana el 29 de abril de 1905.